# U-716
U-716 je bila nemška vojaška podmornica Kriegsmarine, ki je bila dejavna med drugo svetovno vojno.

## Zgodovina
Podmornica je opravila 10 bojnih plovb, na katerih je potopila 2 ladji s skupno tonažo 7.254 BRT.
9. maja 1945 se je podmornica predala v Narviku. V sklopu operacije Deadlight je bila nato poslana v Loch Ryan. Britanci so nato podmornico 11. decembra 1945 potopili z letali.

## Poveljniki
| Poveljniki |             |                               |                                    |
| Št.        | Čin         | Ime                           | Poveljstvo                         |
| 1.         | Nadporočnik | Hans Dunkelberg               | 15. april 1943 - 24. januar 1945   |
| 2.         | Nadporočnik | Friedrich-August Greus (v.d.) | 22. januar 1945 - 12. februar 1945 |
| 3.         | Nadporočnik | Jürgen Thimme                 | februar 1945 - 8. maj 1945         |

## Tehnični podatki
| Kategorije                                    | Podatki                       |
| --------------------------------------------- | ----------------------------- |
| Teža (t): na površju pod površjem polna Teža  | 769 871 1.070                 |
| Dolžina (m) - tlačni trup (m)                 | 67,10 - 50,50                 |
| Širina (m) - tlačni trup (m)                  | 6,20 - 4,70                   |
| Izpodriv (m)                                  | 4,74                          |
| Višina (m)                                    | 9,6                           |
| Moč (hp): na površju pod podvršjem            | 3.200 750                     |
| Hitrost (vozlov): na površju pod podvršjem    | 17,7 7,6                      |
| Doseg (milja/vozel): na površju pod podvršjem | 8.500/10 80/4                 |
| Torpeda/Torpedne cevi                         | 14/5 (4 na premcu, 1 na krmi) |
| Krovni top (mm)                               | 88                            |
| Mine                                          | 26 TMA                        |
| Posadka                                       | 44-52                         |
| Maksimalni potop (m)                          | 220                           |

## Potopljene ladje
| Datum           | Ime                               | Država | Tonaža    | Usoda                |
| --------------- | --------------------------------- | ------ | --------- | -------------------- |
| 26. januar 1944 | Andrew G. Curtin (trgovska ladja) | ZDA    | 7.200 BRT | potopljena (torpedo) |
| 26. januar 1944 | USS PTC-39 (patruljni čoln)       | ZDA    | 54 BRT    | potopljena (torpedo) |